# Her First Appearance
Her First Appearance è un cortometraggio muto del 1910 diretto da Ashley Miller e Edwin S. Porter.

## Produzione
Il film fu prodotto dalla Edison Manufacturing Company.

## Distribuzione
Distribuito dalla Edison Manufacturing Company, il film - un cortometraggio in una bobina - uscì nelle sale cinematografiche statunitensi il 15 aprile 1910.